# Список персонажей «Звёздных войн»
| # А Б В Г Д Е Ё Ж З И К Л М Н О П Р С Т У Ф Х Ц Ч Ш Щ Э Ю Я |

Список некоторых героев фантастической саги «Звёздные войны».

## А

### • Адас
Адас (Adas) — король ситхов планеты Коррибанн, живший примерно во времена экспансии Раката в Галактике. Он объединил под своим началом разрозненные племена ситхов и стал первым планетарным королём всего Коррибанна. С началом вторжения Раката на Коррибанн повёл против них войну и, в конце концов, привёл свой народ к победе над Раката ценой своей жизни. Известен также как создатель первого известного голокрона (который он создал, используя знания и технологии завоевателей — Ракат), а также как первый известный обладатель титула сит'ари, который он получил от своих подчинённых как знак уважения к его мастерству в бою и знаниям в управлении Тёмной стороной. Его правление, длившееся без малого 300 лет (с 28000 до 27700 г. до битвы за Явин), было названо впоследствии временем «Господства топора» (именно боевой топор, наполненный магией Тёмной стороны, был излюбленным оружием Адаса). После его смерти ситхи, используя технологии разгромленных Раката, освоили межпланетные перелёты и заселили другие планеты в пределах их сектора, такие, как Зиост, Малахор 5, Тунд, Бостирда, Дромунд Каас и многие другие. Памятуя об его могуществе и славе, многие локальные ситхские лорды после смерти Адаса стремились занять его место, считая себя достойными титула нового Сит’ари, что привело к длительной гражданской войне. Однако ни один из них так и не смог сравниться в могуществе с Адасом. Так продолжалось примерно до времён правления Дарта Андедду.

### • Аджанта Полл
Аджанта Полл  (Ajunta Pall) — чувствительный к Силе мужчина, человек, падший джедай, лидер группы тёмных джедаев, которые по окончании «Столетней Тьмы», в итоге потерпев поражение от джедаев, были изгнаны из территории Республики. Скитаясь по Неизведанным Регионам, эта группа обнаружила планету Коррибан — родину расы ситхов, посчитавших новоприбывших изгнанников богами. Хитростью и интригами они добились высокого положения и вскоре узурпировали власть, когда сам Аджанта собственноручно убил тогдашнего короля ситхов Хакаграма Грауша и стал таким образом первым правителем ситов не ситского происхождения, первым Тёмным владыкой ситов и одним из отцов-основателей новосозданной Империи ситов. После смерти Аджанты его тело было помещено в сооружённую для него гробницу, а его неупокоенный дух оставался там ещё очень долго, сожалея о содеянном при жизни. Спустя 2 с половиной тысячи лет Реван, странствуя по Галактике в поисках знаний, необходимых для победы над ситами, посетил Коррибан и обследовал древние ситские гробницы. В одной из них он нашёл световой меч Аджанты Полла, но только коснулся его, как ему явился давно уже раскаявшийся призрак Аджанты Полла, которому Реван помог вернуться к Свету и обрести долгожданный покой. А меч Полла, как ценный артефакт, Реван забрал с собой.

### • Адмирал Джиал Акбар
Адмирал Джиал Акбар (Gial Ackbar) — он появлялся в серии "войны клонов"*, в 4 части он представитель своей подводной расы—Мон Каламари. Его принадлежность-Галактическая республика и Альянс повстанцев. Достаточно молчаливый персонаж, отличается мудростью и тем, что был капитаном звёздного крейсера Мон-Каламари.
*- "войны клонов" - это отдельный мульти-сериал касающийся к войнам клонов.

### • Арден Лин
Арден Лин — чувствительная к Силе женщина, человек, тёмный джедай, мастер боевого искусства Терас-каси, член ордена «Последователей Палавы», расположенного на планете Бундуки и специализировавшегося на изучении Силы и мидихлориан. Будучи джедаем во время «Первого Великого раскола», поддержала своего возлюбленного, падшего джедая Ксендора, после чего по её примеру многие из Последователей присоединились к его армии, Легионам Леттоу, или Прислужникам Ксендора. После его гибели сделала несколько безуспешных попыток воскресить Ксендора, возглавляла Легионы Леттоу до тех пор пока, однажды, не была выслежена гранд-мастером Ордена Аудристом Пиной, который, несмотря на своё мастерство, в бою с Лин получил смертельные ранения, но прежде чем умереть, успел применить против неё технику «Морикро», позволявшую остановить все функции организма, из-за чего Арден Лин неминуемо должна была умереть. Однако, её спасло вмешательство последователей Тёмной стороны, которые стабилизировав её состояние, погрузили её в стазис на следующие 24 000 лет.

### • Исанн Айсард
Исанн Айсард (Ysanne Isard) — агент, а позже директор Имперской Службы Безопасности, жестокая и бескомпромиссная, известная как «Ледяное сердце» и «Снежная королева».

### • Ние Алавар
Ние Алавар (Ни) — сенатор от сектора Канз во времена Войн клонов, сторонник сенатора Амидалы, казнена по приказу Императора.

### • Стасс Аллие
Стасс Аллие (Stass Allie) — женщина из расы толотиан, двоюродная сестра Ади Галлии, мастер-джедай Галактической Республики во времена Войн клонов. Во время действия Приказа 66 была убита клонами на Салукемае.

### • Мас Амедда
Мас Амедда (Mas Amedda) — вице-спикер Сената Старой Республики, участвовал в вотуме недоверия канцлеру Валоруму, позднее представитель Палпатина в Сенате.

### • Дарт Андедду
Дарт Андедду (Darth Andeddu) — Тёмный лорд ситхов, Бессмертный Бог-Король Пракита, якобы владевший тайной бессмертия. 

### •Луминара Андули
Луминара Андули (Luminara Unduli, вариант транскрипции — Ундули) — в последние годы Галактической Республики Мастер-джедай и генерал Республиканской армии. Помощник Совета Джедаев, советник Верховного канцлера Палпатина и Галактического сената. Учитель Баррисс Оффи.

### • Бейл Антиллес
Бейл Антиллес (Bail Antilles) — член влиятельного Дома Антиллес, принц, сенатор от Алдераана до и во время событий Вторжения на Набу, лидер одной из двух крупнейших фракций Сената — фракции Ядра, которая поддерживала Верховного канцлера Валорума. Также баллотировался на пост Верховного канцлера Республики, после смещения Валорума, но победу на выборах одержал Палпатин.

### •Ведж Антиллес
Ведж Антиллес (Wedge Antilles) — легендарный пилот истребителя, сослуживец Люка Скайуокера. Участвовал в битвах при Явине и Эндоре, а также в уничтожении второй «Звезды смерти». Вместе со Скайуокером создал элитную Разбойную эскадрилью.

### • Антиллес, Иелла Вессири
Антиллес, Иелла Вессири (Iella Wessiri) — жена Веджа Антиллеса, офицер Коррелианских сил безопасности, позднее разведчик Новой Республики.

### •Раймус Антиллес
Раймус Антиллес (Raymus Antilles) — ветеран Войн клонов, капитан корабля «Разбитое Сердце», один из лучших флотоводцев своего времени, был капитаном корвета «Тантив IV», захваченного вместе с принцессой Леей, Дарт Вейдером («Новая надежда»). Задушен Дартом Вейдером после отказа выдать чертежи Звезды Смерти.

## Б

### • Ютура Бан
Ютура Бан (Yuthura Ban) —  рабыня хаттов на Слехейроне, после побега примкнула к джедаям, получив ранг падавана, но затем стала ученицей мастера ситхов Утара Винна. Позже Реван сумел убедить её вернуться обратно на светлую сторону Силы и пойти по пути джедая.

### • Бреему Бана
Бреему Бана — сенатор от Сектора Гумбарин, член Лоялистского Комитета и «Делегации 2000».

### • Дарт Бандон
Дарт Бандон (Darth Bandon) — проходил обучение в Ордене джедаев. Во время Гражданской войны джедаев перешёл на Тёмную сторону к ситхам, став учеником Дарта Малака. Убит Реваном.

### • Гарм Бел Иблис
Гарм Бел Иблис (Garm Bel Iblis) — сенатор от Кореллии, участвовал в создании Повстанческого альянса, позднее опасаясь, что Мон Мотма, один из лидеров Альянса, станет очередным галактическим диктатором, отделился и вёл борьбу против Палпатина самостоятельно, но затем вернулся, став одним из самых уважаемых лидеров Новой республики.

### • BB-8
В начале фильма «Пробуждение силы», находясь вместе с По Дамероном на Джакку, дроид получает на хранение недостающий фрагмент карты, который позволит Сопротивлению найти Люка Скайуокера. После этого он сбегает, так как поселение подвергается нападению штурмовиков Первого Ордена, а сам По Дамерон попадает в плен. Позже BB-8 добирается до поселения мусорщиков, где его замечает Рей. После того, как Кайло Рен узнаёт у По, что в роботе спрятана карта, за ним начинается охота. Вместе со своими новыми друзьями (Реем и беглым штурмовиком Финном) дроид улетает с Джакку на «Тысячелетнем соколе», спасаясь от преследования войск Первого Ордена. Встретив Хана Соло и Чубакку, герои решают переправить BB-8 Сопротивлению, обращаясь для этого за помощью к Маз Канату с планеты Таконада. В это время на Таконаду нападают войска Первого Ордена, узнавшие от шпиона, что дроид прибыл на эту планету. Хан Соло, Чубакка и Финн почти попадают в плен, но их спасают подоспевшие в последний момент войска Сопротивления, а BB-8 с Рей сбегают в лес, где их настигает Кайло Рен. Рей попадает в плен, однако дроиду удаётся сбежать и добраться до своих союзников во главе с генералом Леей Органа. По прибытии в опорный пункт Сопротивления на планете Д’Квар выясняется, что По Дамерон остался жив после крушения TIE-истребителя на Джакку, на котором они с Финном бежали из Первого Ордена. В стане Сопротивления BB-8 встречает R2D2, который, по словам C-3PO, находится в спящем режиме в течение 10 лет, впав в него после исчезновения Люка. Однако в памяти R2D2 находится карта, без которой невозможно определить местонахождение Люка Скайуокера. Но BB-8 всё-таки удалось разбудить R2, после чего они вместе составили карту с координатами Люка Скайуокера. Рей в сопровождении Чубакки на «Тысячелетнем соколе» отправилась в указанное место, где вручила Люку Скайуокеру световой меч его отца.
Основная статья: Звёздные войны: Последние джедаи
Финн, Роуз и ВВ-8 прибывают на планету Канто-Байт на спасательном челноке. Челнок жёстко приземляется на пляж, что нарушает правила, а значит, за героями теперь охотится местная охрана. Определить взломщика можно по значку цветка на одежде, так сказала Маз Каната. Финн и Роуз находят нужного человека, но не успевают поговорить, ведь их ловит охрана. Уже в тюремной камере герои находят ещё одного взломщика, который помогает им бежать. Позже этот же взломщик вместе с BB-8 угоняет корабль и подбирает Финна и Роуз, загнанных в ловушку кораблями охраны. Вместе со взломщиком они совершают гиперпространственный прыжок и проникают на флагман Первого ордена.

### • Джа-Джа Бинкс
Джа-Джа Бинкс (Jar Jar Binks) — мужчина-гунган, основной комический персонаж в трилогии-приквеле «Звёздные войны». Став первым сенатором от своей расы, вначале помог Палпатину прийти к власти, но позже, осознав свою ошибку, примкнул к так называемой «Делегации 2000», выступившей в защиту демократии. После смерти Падме Амидалы, в 19 ДБЯ, занял её место в Сенате, являясь сенатором от сектора Чоммель, а также планеты Набу в частности, и оставался на этом посту вплоть до 6 ДБЯ, когда его заменила племянница покойной Амидалы-Пуджа Наберрие. Согласно некоторым данным благополучно пережил время владычества Империи, сумев избежать репрессий, был женат, в этом браке имел одного ребёнка, сына, который позднее воевал на стороне Альянса повстанцев, а сам Джа-Джа умер на Корусанте, естественной смертью в весьма преклонном возрасте.

### •Босск
Босск (Bossk) — сын Крадосска, трандошанин, «охотник за головами»; один из тех, кому Дарт Вейдер поручил разыскать и доставить к нему Хана Соло и его команду. Убил своего отца, что привело к расколу Гильдии охотников за головами.

### • Дарт Бейн
Дарт Бейн (Darth Bane) — настоящее имя — Дессел, примкнул к Армии ситхов, чтобы избежать тюрьмы. Став одним из владык Ситхов, разрушил Братство Тьмы, сформулировал и воплотил в жизнь «Правило двух».

## В

### •Финис Валорум
Финис Валорум — был сенатором с планеты Эриаду, затем канцлером Республики с 40 — 32 ДБЯ, обвиняемый в коррупции и бюрократии. Во время конфликта Торговой Федерации и планеты Набу королева Амидала (с подачи сенатора Палпатина) не видя другого решения для своей планеты из-за его нерешительности, вынесла вотум недоверия Валоруму, и тот был смещён с поста правителя Республики. Вскоре на его место был избран Палпатин.

### • Дарт Вективус
Дарт Вективус — был директором добывающей шахты «Джонекс 8 11» (звёздная система MZX32905), около планеты Биммиель. Столкнувшись с Тёмной стороной силы на шахте, занялся её исследованием, позже стал Тёмным лордом ситхов под именем Дарт Вективус. Несмотря на приверженность Тёмной стороне сохранил свои старые принципы и моральные устои, благодаря чему остался справедливым и уравновешенным, не поддавшись соблазну власти.

### • Дарт Вейдер
Дарт Вейдер — см. Энакин Скайуокер

### •Асажж Вентресс
Асажж Вентресс (Asajj Ventress) — тёмный джедай из Датомира, в прошлом — помощница графа Дуку и сестра ночи, в настоящем — охотница за головами. Согласно роману «Тёмный последователь» погибла на планете Кристоффсис, в который раз попытавшись убить своего заклятого врага-графа Дуку. Принадлежит к расе датомирцев. Морально соперничала с Генералом Гривусом. В бою использует два световых меча, которые может соединять в один двухклинковый меч.

### • Тон Ви
Тон Ви (Taun We) — помощница премьер-министра Камино, сопровождала Оби-Вана Кеноби во время его визита в центр клонирования и тренировки солдат-клонов. Погибла от рук Орры Синг 

### • Мейс Винду
Мейс Винду (Mace Windu) — самый молодой глава Высшего Совета джедаев за всю историю Ордена и единственный персонаж владеющий фиолетовым мечом.

### •Максимилиан Вирс
Максимилиан Вирс (Maximilian Veers) — генерал бронетанковых войск Империи, один из немногих имперских офицеров, завоевавший доверие и уважение Дарта Вейдера.

### • Квинлан Вос
Квинлан Вос (Quinlan Vos) — мастер-джедай, генерал Республиканской армии во время Войн клонов.

### • Восск
Восск (Vossk) — один из лидеров Гильдии охотников за головами.

## Г

### •Ади Галлия
Ади Галлия — Мастер джедай долгое время оставалась членом высшего совета. После погибла от рук забрака Саважа Опресса, брата лорда ситхов Дарта Мола.

### • Гален Марек
Гален Марек (Galen Marek, также известен как «Старкиллер» (Starkiller) и «Ученик» (The Apprentice)) — антигерой вселенной «Звёздные войны». После того, как Дарт Вейдер убил отца Галена, мальчик рос под присмотром повелителя ситхов и стал его тайным учеником под именем «Старкиллер».

### • Нут Ганрей
Нут Ганрей (Nute Gunray, варианты транскрипции — Нуте Ганрей, Ньют Ганрей) — вице-король (наместник) Торговой Федерации. Лично принимал участие в оккупации Набу, был инициатором многочисленных покушений на Падме Амидалу. Под его руководством Торговая Федерация стала одним из самых крупных поставщиков боевых дроидов в армию Конфедерации независимых систем. Был убит Дартом Вейдером вместе с другими членами Совета сепаратистов на Мустафаре.

### • Гепта Рокар
Гепта Рокар — последний из ордена Волшебников Тунда.

### • Генерал Гри́вус
Генерал Гри́вус (General Grievous, имя при рождении — Кимаен джай Шилал (Qymaen jai Sheelal)) — Верховный главнокомандующий армии дроидов Конфедерации независимых систем. Генерал Гривус принадлежит к расе Калишцев. Во время вторжения джедаев на его родную планету он был ранен. Может сражаться сразу 4-я мечами. Его глаза видят в инфракрасном свете.

### • Грогу
Грогу — существо той же расы, что и мастер-джедай Йода.

## Д

### • Датка Грауш
Датка Грауш — чувствительный к Силе чистокровный мужчина-ситх,Тёмный владыка ситхов, живший примерно за 7 000 лет до битвы за Явин. Он принимал активное участие в одной из периодически вспыхивавших на Коррибане гражданских войн. Чтобы одержать преимущество в войне он, будучи весьма искушённым в ситской алхимии и магии, он в конечном итоге объединил эти две науки в одну, по сути став отцом-основателем традиций ситской некромантии, и с её помощью создал себе армию из живых мертвецов, так называемых «коррибанских зомби», благодаря чему он в итоге одержал победу, и взял под контроль две трети планеты. Его правление длившееся 50 лет ознаменовалось беспрецедентными по размаху жестокостью и террором, чрезмерными даже для ситхов. Ещё при жизни он заменил своё сердце на наполненный Силой кристалл, получивший название «Сердце Грауша», однако примерно за 6 950 лет ДБЯ он погиб, почти в самом начале Столетней Тьмы, как считается в результате теракта. Возможно, что к этому как-то причастны джедаи-изгнанники во главе с Аджантой Поллом, примерно в то же время прибывшие на Коррибан. Согласно ситским традициям Датка, вместе с его мечом, голокроном, и ситским амулетом был похоронен в гробнице, в долине Голг, а его дух, как это часто бывало в те времена, остался в гробнице, где покоилось его тело. Много тысяч лет спустя, примерно за полгода до битвы за Явин на Коррибане потерпел крушение пиратский корабль «Храбрость Джинни» под командованием капитана Наза Фельода. Записи в бортовом журнале указывают на то что призрак Датки Грауша всё ещё не успокоился к тому времени.

### • Као-Сен Дарак
Као-Сен Дарак — мастер-джедай, учитель Сатель Шан. Стал свидетелем возвращения империи ситхов. Сражался с ситхами Виндиканом и Малгусом. В ходе битвы удалось ранить Виндикана. Был убит Дартом Малгусом на станции над Коррибаном.

### • Дарт Десолоус
Дарт Десолоус (Darth Desolous) — джедай, ставший ситхом.

### • Джабба Хатт
Джабба Хатт (Jabba the Hutt, полное имя — Джабба Десилиджик Тиуре) — криминальный авторитет и гангстер, самый влиятельный лидер преступных кланов хаттов.

### •Декстер Джеттстер
Декстер «Декс» Джеттстер (Dexter Jettster) — в прошлом старатель на Субтерреле, затем торговец оружием, позднее ресторатор. Был известен как хороший и надёжный информатор джедаев, участник антиимперского сопротивления.

### • Врад Додонна
Врад Додонна (Vrad Dodonna) — сын генерала Яна Додонны, пилот звёздного истребителя Альянса повстанцев. Погиб после Битвы при Явине, уничтожив звёздный суперразрушитель «Палач», с помощью которого Дарт Вейдер собирался уничтожить повстанцев вместе с планетой Явин IV.

### •Ян Додонна
Ян Додонна (Jan Dodonna) — блестящий тактик и стратег, капитан одного из первых «звёздных разрушителей» времен Галактической Республики, затем один из первых генералов Повстанческого Альянса. Совместно с Адаром Таллоном написал книгу о современном космическом бое.

### • Дин Джарин
Дин Джарин (Din Djarin) — мужчина-мандалорец, охотник за головами в эпоху Новой Республики, несколько лет после Галактической гражданской войны. Он носил традиционную мандалорскую броню и странствовал по Внешнему Кольцу, вдали от власти Республики. Он был стрелком-одиночкой и членом гильдии Охотников за головами.

### • Мара Джейд Скайуокер
Мара Джейд Скайуокер (Mara Jade Skywalker) — чувствительная к Силе женщина-человек. Была поочерёдно «Рукой Императора», контрабандисткой (заместитель Тейлона Каррда), позже — мастером-джедаем и членом Высшего совета джедаев, супруга Люка Скайуокера, учитель Джейны Соло.

### • Адмирал Джерджеррод
Адмирал Джерджеррод (Jerjerrod) — адмирал Старой Республики, был другом и сторонником Верховного канцлера Палпатина.

### • Тианн Джерджеррод
Тианн Джерджеррод (Tiaan Jerjerrod) — внук адмирала Джерджеррода, имперский генерал, затем мофф (губернатор) Сектора Кванта, руководил постройкой второй «Звезды смерти» над Эндором

### • Дурдж
Дурдж — представитель расы Ген'Дай, один из самых знаменитых охотников за головами в последние десятилетия существования Старой Республики. Был нанят Джаббой Хаттом и ему пришлось сотрудничать с десятилетним Бобой Феттом. Считаясь погибшим на Муунилинсте, тем не менее выжил, и в 20 ДБЯ был убит Энакином Скайуокером, который во время боя на борту корабля загнал наёмника в спасательную капсулу, а после, использовав Силу, забросил её в недра центральной звезды системы Картакк.

### • Дио Лекси
Дио Лекси — сенатор от планеты Юайтер в начале Войн клонов, член Комитета лоялистов, выступавших против ограничения полномочий Сената и расширения власти центрального правительства. Убита.

### • Дурга Хатт
Дурга Хатт (полное имя - Дурга Бесадии Тай, известен также как Его Великотучность Повелитель Дурга)-хатт из каджидика (клана) Бесадии, преемник прежнего главы этого клана-хатта Арковый возраст для хаттов) начал постигать азы ведения бизнеса, и стал правой рукой своего родителя Арука, а когда тот умер, Дурга заподозрил, что отца убили. В отчаянии Дурга обратился за помощью к главе криминального синдиката «Чёрного солнца» принцу Ксизору, и в обмен на немалый процент от бизнеса клана Бесадии по обработке спайса на планете Илезия, тот согласился, а позже выяснил что к убийству был причастен тогдашний глава каджидика Десилийк,Джиллиак Десилийк Тирон, дядя Джаббы Хатта, который распорядился отравить Арука с помощью одного очень редкостного и мощного наркотика, из-за чего в итоге Арук и умер в мучительной ломке. Узнав об этом Дурга, взбешённый, согласно старым хаттским традициям, вызвал Джиллиака на дуэль, и убил, а позднее на некоторое время стал одним из виго (членов Правящего Совета) в синдикате «Чёрное Солнце», однако после гибели главы организации принца Ксизора решил действовать самостоятельно. Для начала он основательно потеснил клан Десилийк, и сделал клан Бесадии доминирующим на всей планете Нал Хатта, а потом решил уничтожить Новую Республику, создав для этого новое супероружие — так называемый «Меч Тьмы», построенный на основе похищенных из архива на Корусканте чертежей «Звезды Смерти», конструкция которого изобиловала различными техническими просчётами, в частности из-за скупости Дурги при закупке нужных материалов, и из-за привлечения к постройке станции представителей сомнительно разумной расы тауриллов, которых очень легко было отвлечь от выполняемой ими работы. К тому же когда Новая Республика узнала о том, что именно затеял Дурга, то на уничтожение корабля была послана диверсионная группа, впрочем потерпевшая неудачу (два её члена погибли, а командир группы, республиканский генерал разведки Крикс Мадина был собственноручно застрелен Дургой), а когда республиканский флот появился чтобы уничтожить «Меч Тьмы», то Дурга попытался удрать от них на своём корабле сквозь астероидное поле, который, однако, был раздавлен двумя массивными астероидами, так и не успев сделать ни одного выстрела, а сам Дурга бесславно погиб вместе с ним. После смерти Дурги новым главой клана Бесадии стал двоюродный брат Дурги, Борга Бесадии Диори, который несмотря на огромные трудности всё же сумел сохранить контроль клана Бесадии над планетой Нал Хатта.

### • Граф Дуку
Граф Дуку, он же Дарт Тиранус. (Count Dooku / Darth Tyranus) — наследный граф Серенно, один из учеников Йоды и учитель Квай-Гона. Был одним из величайших джедаев в Галактике, имея великий дар соединяться с Силой как оратор, философ и боец на световых мечах. Перейдя на Тёмную сторону силы стал Тёмным владыкой ситхов, создал и возглавил Конфедерацию Независимых Систем. Убит Энакином Скайуокером по приказу Палпатина. Дарт Сидиус разработал план, по которому он хотел склонить Скайуокера на тёмную сторону. Дуку якобы пленил Палпатина, который усиленно изображал заключённого. Когда Энакин и Оби-Ван прокрались на корабль сепаратистов, Дуку, Оби-Ван и Энакин сошлись в яростной схватке. Дуку удалось вновь обезвредить Оби-Вана, но на этот раз Энакину удалось одержать верх. Он отрубил графу обе руки и хотел арестовать, но Палпатин настоял на убийстве Дуку. Граф был поражён предательством собственного учителя и только в последние секунды жизни понял, что сделал неправильный выбор, поверив льстивым речам Палпатина. Но раскаяться он уже не мог: Энакин отрубил ему голову, как и хотел Палпатин, сделав ещё один шаг во тьму.

### • По Дэмерон
По Дэмерон (Poe Dameron) — пилот Сопротивления, коммандер эскадрилий.

### • Кип Дюррон
Кип Дюррон (Kyp Durron) — сын политических заключённых, в юности под влиянием духа древнего Лорда ситхов Экзара Куна оказался на Тёмной стороне силы, и, снедаемый жаждой мести за смерть своих родителей, с помощью супероружия «Сокрушитель Солнц», уничтожил систему Каррида, в которой находился крупнейший центр по подготовке имперских штурмовиков, но позже вернулся к свету. Один из первых учеников Люка Скайуокера, мастер-джедай, склонный действовать агрессивно, участвовал в войне против юужань-вонгов.

### • Сандер Делвардус
Сандер Делвардус — человек, мужчина, адмирал Имперского флота, ранее служивший под началом гранд-моффа Ардуса Кейна, а после поражения Империи в битве при Эндоре, ставший независимым военачальником и главой собственного небольшого государства «Власть Эриаду». Его силы вполне эффективно удерживали контроль над важным отрезком Римманского торгового маршрута вплоть до битвы при Салласте, после которой он вынужден был отступить в Ядро, на соединение с силами Палпатина, вернувшегося в теле клона, и начавшего кампанию по уничтожению Новой Республики, однако в 11 ПБЯ,после поражения Тёмной Империи, и окончательной гибели Палпати-на,Делвардус снова вернулся в свои владения, продолжив наращивать силы (так среди прочего в то время в состав его флота входил также и разрушитель суперкласса, называвшийся «Молот ночи») и продолжая время от времени конфликтовать с другими свободными военачальниками по соседству. В 12 ПБЯ Делвардус, в числе прочих военачальников, был приглашён адмиралом Даалой, уже порядком уставшей от постоянной грызни между независимыми военачальниками, на конференцию на маяк Тсосс, где ею было предложено прекратить междоусобицы, и консолидировать силы ради одной общей цели-уничтожения Новой Республики. Однако к соглашению прийти не удалось, поскольку каждый из военачальников совершенно не горел желанием делиться ресурсами с другими, а Делвардус так и вообще заявил что всех присутствующих считает соперниками, и не намерен делить славу победы над Новой Республикой с кем-либо ещё, что стоило ему жизни, поскольку Даала, видя, что договориться не получается, убила всех присутствующих (в том числе и Делвардуса), применив нервно-паралитический газ.

## З

### • Тайбер Занн
Тайбер Занн (Tyber Zann) — криминальный лидер, создатель преступной организации известной как Консорциум Занна

### • Дарт Занна
Дарт Занна — ситх, ученица Дарта Бейна.

### • Зен Митов
Зен Митов — Джедай, родился после явинской битвы. Был единственным джедаем обладавшим тёмным световым мечом.

## И

### • ИГ-88
ИГ-88 (IG-88) — серия боевых дроидов 4-го класса, разработанная компанией «Лаборатории Холован». Всего было сделано 4 IG-88, вошедшие в число самых печально известных «охотников за головами» в Галактике. Состояли на службе у Джаббы Хатта.

### • Иден Версио
Иден Версио —  человек, девушка родом с планеты Вардос, дочь имперского адмирала Гаррика Версио, кадровый офицер, командир элитного спецотряда «Инферно». Вскоре после начала действия плана «Зола», предусматривавшего уничтожение лояльных Империи планет, она вместе с ещё одним офицером Делом Мико ослушалась приказа, вынуждавшего бросить гражданских на произвол судьбы, и была обвинена в государственной измене, однако сумела сбежать из западни, а позднее присоединилась к Альянсу повстанцев. Возможно является матерью Рей.

## Й

### • Йода
Йода (Yoda) — гранд мастер-джедай, один из самых старых членов Совета джедаев, один из мудрейших и сильнейших членов Ордена. Учитель графа Дуку, Цина Драллига, Кита Фисто, Ки-Ади-Мунди, Оппо Ранцизиса, Квай-Гона Джинна, Люка Скайуокера и многих других джедаев.

### •Йаддль
Йаддль (Yaddle) — один из членов совета времён Войн клонов. Её раса такая же, как у Йоды, неизвестна.

## К

### • KK-10-10
KK-10-10 "фокс" — командер клон корусантского патруля, в клонических войнах временами командовал элитными республиканскими командос "крон", или же выполнял миротворчкеские миссии наравне с коуди и рэксом. Фокс, в отличие от остальных клонов, умел пользоваться световым оружеем ближнего боя.

### •КК-2224
КК-2224 «Коди» — коммандер 212-го штурмового батальона Великой Армии Республики.

### •КТ-7567
КТ-7567 «Рекс» — капитан 501-го легиона клонов, участник битвы на Джеонозисе, а также многих других баталий в истории войны клонов.

### • Каррд, Тейлон
Каррд, Тейлон (Talon Karrde, он же «Коготь») — контрабандист и торговец информацией, вынужденно примкнул к повстанческому движению.

### • Кайл Катарн
Кайл Катарн (Kyle Katarn) — был Имперским штурмовиком, позднее узнав, что его отец был убит не повстанцами, а наоборот, за участие в Повстанческом альянсе, перешёл на его сторону. Считался одним из сильнейших бойцов в Расширенной вселенной Звёздных Войн.

### • Оби-Ван «Бен» Кеноби
Оби-Ван «Бен» Кеноби (Obi-Wan «Ben» Kenobi) — мастер-джедай, магистр Совета Джедаев, Верховный генерал Республики. Ученик Квай-Гон Джинна и Йоды, учитель Энакина и Люка Скайуокеров. Убит Дартом Вейдером.

### • К'Крухк
К'Крухк (K’Kruhk) — чувствительный к Силе мужчина из расы вифидов, джедай времён заката Старой Республики, ученик Лилит Тусиз, благополучно пережил Войну клонов,Приказ 66,время владычества Империи, войну с юужань-вонгами, и время возвышения Единых ситов Дарта Крайта. Член Нового Ордена джедаев со 137 ПБЯ,и участник Высшего совета джедаев. Учитель Кейда Скайуокера, и к тому моменту едва ли не самый старый джедай во всём Ордене.

### •Ки-Ади-Мунди
Ки-Ади-Мунди (Ki-Adi-Mundi) — мастер-джедай, джедай-защитник, член Высшего совета джедаев, генерал Республиканской армии. Убит солдатами-клонами после приказа 66.Ученик Йоды,учитель Шарад Хедда.

### • Аген Колар
Аген Колар — магистр-джедай, принадлежавший к расе Забраков с Иридонии. Член Совета джедаев, военный лидер, был известен как мастер боя на световых мечах. Убит Палпатином во время ареста последнего.

### • Джейден Корр
Джейден Корр (Jaden Corr) — джедай с Корусанта, ученик Кайла Катарна. Считается клоном гранд-адмирала Трауна.

### • Крадосск
Крадосск (Cradossk) — трандошанин, один из лидеров Гильдии охотников за головами. Отец Босска. Убит сыном, что привело к расколу Гильдии.

### • Ксанатос
Ксанатос — второй падаван Квай-Гона Джинна, не сумевший побороть в себе отрицательные качества и позволивший увлечь себя Тёмной стороне Силы. Владелец корпорации «Дальние миры». Был убит на дуэли Квай-Гоном, и его новым падаваном Оби-Ваном Кеноби.

### • Ксендор
Ксендор — чувствительный к Силе мужчина, человек, представитель династии Каши-Мер, ставший джедаем, но позднее увлёкшийся учением о Тёмной стороне. Основал движение «Легионов Леттоу», и вместе со своей любовницей Арден Лин развязал войну с Орденом джедаев, которая стала позднее известна как «Первый великий раскол». Однако в 24 500 ДБЯ,в решающем сражении на планете Колумус его армия потерпела сокрушительное поражение, он сам был убит, а большая часть его легионов-уничтожена.

### • Ксизор
Ксизор (Xizor) — владелец туристической фирмы «Транспортная компания Ксизора», член, а затем лидер криминального синдиката «Чёрное солнце», тёмный принц. Был третьим по могуществу лицом в Галактике после Императора Палпатина и Дарта Вейдера. Погиб на борту своей персональной орбитальной станции, которая была подвергнута артиллерийскому обстрелу орудий линкора «Палач», по приказу Дарта Вейдера.

### • Данни Куи
Данни Куи (Danni Quee) — учёный-биотик Новой Республики, специалист по биотехнологиям юужан-вонгов, неофициальный член Нового Ордена Джедаев.

### • Пло Кун
Пло Кун (Plo Kuun) — мастер-джедай и член Совета Джедаев в годы заката Галактической Республики, генерал Республиканской армии. Ученик Тивокки, учитель Бултар Суон и Лиссарка. Был превосходным пилотом и опытным фехтовальщиком.

### • Экзар Кун
Экзар Кун (Exar Kun) — одарённый джедай и лучший ученик Водо-Сиоска Бааса, позднее перешёл на Тёмную сторону Силы, став величайшим Лордом ситхов. Ученик воскресшего Фридона Надда. Один из самых опасных врагов Республики и Ордена джедаев, начал Великую войну ситхов. Был первым, кто смог сохранить свой разум отдельно от тела, а также считается изобретателем первого двухклинкового светового меча, известного также как «световой посох». Четыре тысячи лет спустя призрак Куна вернулся, и задавшись целью уничтожить всех джедаев, посеял хаос среди учеников Люка Скайуокера в Академии на Явине IV, совратив нескольких из них на Тёмную сторону, а также многих убив, и был побеждён лишь с большим трудом совместными усилиями всех юных джедаев.

## Л

### •Клигг Ларс
Клигг Ларс (Cliegg Lars) — фермер с Татуина, выкупил Шми Скайуокер, мать Энакина Скайуокера, и сделал её своей женой. Отец Оуэна Ларса.

### •Оуэн Ларс
Оуэн Ларс (Owen Lars) — фермер с Татуина, вместе с женой Беру Уайтсан Ларс (Beru Lars) по просьбе Оби-Ван Кеноби взял на воспитание Люка Скайуокера. Убиты имперскими штурмовиками по приказу своего сводного брата, Дарта Вейдера.

### • Лоп
Персонаж книги и аниме «Звёздные войны: Видения», чувствительная к Силе девушка из зайцеобразной расы лепи. Удочерена Боссом Ясабуро, видным деятелем планеты Тао, по настоянию его дочери. Из-за семейных неурядиц Лоп получила особый световой меч, реликвию клана Ясабуро, с которым прежде тренировалась под руководством Босса. Также способна использовать Силовой телекинез.

### • Люмия
Люмия (Lumiya) — настоящее имя Шира Элан Колла Бри, была «Рукой Императора», работавшей под прикрытием в Альянсе повстанцев, во время сражения её корабль подстрелил Люк Скайуокер, через Силу, распознавший в ней врага. Была спасена Императором, превратившим её в ситха-киборга, после чего она взяла себе имя «Люмия». Основала свою собственную секту адептов Тёмной стороны, склонила Джейсена Соло на Тёмную Сторону, и была казнена Люком Скайуокером, считавшим её виновницей гибели своей жены Мары Джейд.

### • Лэ́ндо Калриссиан
Лэ́ндо Калриссиан (Lando Calrissian, вариант транскрипции — Ла́ндо) — предприниматель, друг Хана Соло, барон-администратор Облачного города на Беспине, позднее генерал Повстанческого альянса.

## М

### • Маз Каната
Маз Каната (Maz Kanata) — чувствительная к Силе женщина-гуманоид, королева пиратов на планете Такодана.

### • Май Шу
Май Шу (Shu Mai) — президент Коммерческой гильдии до и во время Войн клонов, член Совета сепаратистов.

### • Мале-Дии
Мале-Дии — сенатор от планеты Юайтер, преемник Лекси Дио, член так называемой «делегации 2000» — группы сенаторов, выступивших в защиту демократии и за отказ Палпатина от чрезвычайных полномочий, полученных им во время Сепаратистского кризиса.

### • Дарт Мол
Дарт Мол (впоследствии просто Мол) (Darth Maul) — тёмный владыка ситхов, ученик Дарта Сидиуса, брат и учитель Саважа Опресса.

### •Мон Мотма
Мон Мотма — сенатор, лидер Альянса Повстанцев и первый канцлер Новой Республики.

## Н

### • Фридон Надд
Фридон Надд (Freedon Nadd) — был джедаем, затем перешёл на Тёмную сторону Силы, став ситхом и правителем Ондерона.

### •Ругор Насс
Ругор Насс (Rugor Nass) — гунган, потомок легендарного Гало, был избран Боссом подводного города Ото Гунга, во время нападения Торговой Федерации на планету Набу заключил оборонительный союз с королевой Падме Амидала, во время правления Палпатина вёл борьбу с имперскими оккупантами.

### •Лорт Нида
Лорт Нида (Lorth Needa) — офицер Республиканского флота во время Войн клонов, позже служил Империи. Был одним из советников адмирала Кендала Оззеля. Убит Дартом Вейдером после того как Нида упустил «Тысячелетнего сокола».

### • Кало Норд
Кало Норд (Calo Nord) — известный охотник за головами эпохи Старой Республики, работавший на преступный синдикат «Обмен». Погиб при попытке убить Ревана.

### •Ниен Нунб
Ниен Нунб (Nien Nunb) — талантливый торговец, успешный контрабандист и искусный пилот собственного корабля «Субсветовая Королева». Потеряв корабль, присоединился к Повстанческому альянсу. Был вторым пилотом «Тысячелетнего Соколa» во время битвы при Эндоре.

## О

### • Кендал Оззель
Кендал Оззель — адмирал Имперского флота. Был задушен Дартом Вейдером за ошибку при выполнении приказа.

### •Бейл Органа
Бейл Престор Органа (Bail Prestor Organa) — принц-консорт и вице-король Альдераана, приёмный отец принцессы Леи Органы, сенатор, один из создателей Повстанческого альянса

### • Бреха Антиллес Органа
Бреха Антиллес Органа (Queen Breha Organa) — королева и министр образования Алдераана, супруга Бейла Органы и приёмная мать Леи Органы.

### •Саваж Опресс
Саваж Опресс — брат Тёмного лорда ситхов Дарта Мола, бывший ученик графа Дуку и бывший слуга леди-ситх Асажж Вентресс, был убит Дартом Сидиусом на Мандалоре.

### • Кандерус Ордо
Кандерус Ордо (Canderous Ordo) — один из лучших воинов мандалорианского клана Ордо. После разгрома мандалорианцев помогал Ревану в его поисках «Звёздной кузницы». После Гражданской войны джедаев стал Манд’алор на мандо’а («единственным правителем») — титул присваивающийся лидеру мандалорианцев.

### •Баррисс Оффи
Баррисс Оффи (Barriss Offee) — падаван Луминары Ундули и талантливый целитель. Во время Войны клонов предала Орден Джедаев, устроив взрыв в Храме Джедаев, используя террориста-смертника, и подставив Асоку Тано под обвинение. Была осуждена за предательство Сенатом Республики. По одной из версий погибла во время исполнения Приказа 66.

## П

### •Адмирал Фирмус Пиетт
Адмирал Фирмус Пиетт (Admiral Firmus Piett) — адмирал Имперского флота, действующий под началом Дарта Вейдера

### • Падме Амидала Наберри
Падме Амидала Наберри (Padmé Amidala Naberrie) — королева планеты Набу, позже сенатор, супруга Энакина Скайуокера и мать Люка Скайуокера и Леи Скайуокер (Органы).

### • Палпатин
Палпатин (Palpatine) — канцлер Республики, на деле Дарт Сидиус (Darth Sidious), тёмный владыка ситхов, позже — император (The Emperor)

### • Ункар Платт
Ункар Платт (Unkar Plutt) — мужчина-кролут, старьёвщик, владелец барохолки на планете Джакку.

### • Пло Кун
Пло Кун — магистр Ордена Джедаев.

### • Пуджа Наберри
Пуджа Наберри (Pudhie Naberrie) — политический деятель, сенатор от планеты Набу в Имперском Сенате, племянница Падме Амидалы Наберри.

### • Дарт Плэгас Мудрый
Дарт Плэгас Мудрый (Darth Plagueis the Wise) — чувствительный к Силе мужчина-муун, рождён под именем Хего Дамаск, став Тёмным лордом ситхов, получил титул Дарт Плэгас Мудрый, является наследником учения Дарта Бейна и мастером ситской алхимии, и магии. Учитель Дарта Сидиуса.

## Р

### • R2-D2
R2-D2 (Artoodeetoo) — астромеханический дроид.

### • Оппо Ранцизис
Оппо Ранцизис — чувствительный к Силе мужчина-тисспиасец, член Верховного совета джедаев, старший генерал-джедай во время Войн клонов, в 19 ДБЯ был убит на Салукемае джедаем-изменником Сорой Балком.

### • Реван
Реван (Revan) — джедай, ставший Тёмным Владыкой Ситхом под именем Дарт Реван. Побеждён и захвачен джедаями, которые стёрли ему память, вновь превратив в джедая.

### • Кайло Рен
Кайло Рен, он же Бен Соло (Kylo Ren / Ben Solo) — командир Первого Ордена, магистр Рыцарей Рен, сын Хана Соло и Леи Органы, племянник Люка Скайуокера, внук Энакина Скайуокера и Падме Амидалы, имеющий собственный световой меч. Носит маску и капюшон.

### • Рей
Рей (Rey) — чувствительный к Силе человек, девушка, ранее мусорщица с пустынной планеты Джакку, ныне участница Сопротивления, нынешняя владелица светового меча Энакина Скайуокера, рыцарь-джедай, и последняя ученица Люка Скайуокера.

## С

### • C-3PO
C-3PO / Трипио (C-3PO / Threepio) — протокольный дроид, андроид, разработанный специально для «отношений человек-киборг».

### • Нага Сэдоу
Нага Сэдоу (Naga Sadow) — лорд ситхов времен первой Империи ситхов, ставший после смерти Марки Рагноса Тёмным лордом ситхов. Вдохновителем Великой гиперпространственной войны, которая закончилась уничтожению Империи.

### • Сайфо-Диас
Сайфо-Диас — член Высшего Совета джедаев, провидец, предвидевший грядущие события, именно он сделал заказ на создание армии клонов.

### • Райтт Сейнар
Райтт Сейнар — конструктор и дизайнер космических кораблей, создатель TIE-Истребителей и «Звезды смерти».

### • Эйла Секура
Эйла Секура (Aayla Secura, вариант транскрипции — Айла) — рыцарь-джедай, ученица Квинлана Воса, генерал Республиканской армии.

### •Аурра Синг
Аурра Синг (Aurra Sing) — известна также как «Наштах», в прошлом падаван, позже «охотник за головами» джедаев.

### • Джейна Соло Фел
Джейна Соло Фел (Jaina Solo Fel) — мастер-джедай и член Высшего совета джедаев Нового Ордена джедаев, жена Джаггеда Фела. Дочь Леи Органы и Хана Соло, сестра-близнец ситха Джейсена Соло, старшая сестра Энакина Соло.

### • Джейсен  Соло
Джейсен Соло (Jasen Solo) — джедай, ученик Люка Скайуокера, наставник Бена Скайуокера, затем перешёл на Тёмную сторону силы, став третьим и последним учеником Люмии. Убив Мару Джейд Скайуокер, объявил себя Дартом Кейдусом, Тёмным лордом ситхов. Убит сестрой Джейной Соло. Сын Хана и Леи Органа Соло, близнец Джейны и старший брат Энакина Соло. Вероятно является тем самым прообразом на основе которого был позднее придуман новый персонаж-Кайло Рен.

### • Хан Соло
Хан Соло (Han Solo) — контрабандист, капитан «Тысячелетнего Сокола», позднее генерал Альянса повстанцев. Супруг принцессы Леи Органы, отец джедая Джейны Соло Фел и ситха Джейсена Соло. В киноверсии является отцом бывшего джедая Бена Соло, который пал на Тёмную сторону, взяв себе имя «Кайло Рен», и принял непосредственное участие в истреблении Нового Ордена джедаев. Попытался вернуть своего сына на сторону Света, но не преуспел и был им убит.

### • Энакин Соло
Энакин Соло (Anakin Solo) — джедай, сын Леи Органы и Хана Соло, младший брат Джейсена и Джейны Соло. Был лидером среди молодых рыцарей-джедаев. Погиб в возрасте 17 лет, успев стать героем Галактики.

### • Люк Скайуокер
Люк Скайуокер (Luke Skywalker) — мастер-джедай, гранд-мастер Нового Ордена джедаев, сын Энакина Скайуокера.

### • Энакин Скайуокер
Энакин Скайуокер (Anakin Skywalker) — рыцарь-джедай, член Совета Джедаев, Командор Республиканской армии, Верховный Генерал Республиканской армии, позднее перешёл на Тёмную сторону, получив новое имя — Дарт Вейдер (Darth Vader).

### • Шми Скайуокер Ларс
Шми Скайуокер Ларс (Shmi Skywalker Lars) — мать Энакина Скайуокера (Дарта Вейдера).

### • Бен Скайуокер
Бен Скайуокер — рыцарь-джедай времён второй галактической гражданской войны и позднее. Сын Люка и Мары Джейд Скайуокер, фактически воспитывался Леей Органой и Ханом Соло. Неформальный ученик Джейсена Соло.

### • Сноук
Сноук — верховный лидер Первого Ордена, являющийся Кайло Рену и генералу Хаксу в виде голограммы. В 8-м  эпизоде был предательски убит Кайло Реном, который следуя древнейшей из ситских традиций — предательству, таким образом устранил своего учителя, бывшего помехой на его пути к абсолютной власти, после чего, несмотря на протесты Хакса, сразу же узурпировал титул Верховного Лидера, объявив Рей виновной в гибели Сноука.

### • Терринальд Скрид
Терринальд Скрид — человек, мужчина, ветеран Войны Клонов, в ходе которой потерял левый глаз, заменённый на кибер-имплант, флотский офицер сначала в Республике, а позднее — в Империи, в годы Империи также занимал высокую должность в Разведуправлении флота Империи. Позднее получив повышение до адмирала, возглавил имперскую эскадру отправленную на уничтожение группировки Искских пиратов, что и было успешно выполнено, когда флотилия Скрида сначала методично вытеснила пиратов из сектора Фанхи, а потом окружила и уничтожила остатки сил пиратов в битве при Тоссте. Действия адмирала были столь успешны, что даже были описаны в курсе подготовки имперских офицеров в Академии на Арканисе, как пример успешной операции. К моменту освобождения повстанцами Кашиика в 5 ПБЯ, Скрид был убит пиратами, орудовавшими в регионе под названием «Круг Иктари».

## Т

### • Асока Тано
Асока Тано (Ahsoka Tano) — девушка-джедай, ученица Энакина Скайуокера. Менее чем за год до окончания войны клонов по собственной инициативе покинула орден джедаев в связи с ложным обвинением в терроризме и убийстве. После того, как Энакин выявил истинного виновника теракта, предательницу Баррисс Оффи, Асока была оправдана, но несмотря на просьбу Энакина, отказалась вернуться в орден джедаев, так как больше не могла доверять его членам. Джордж Лукас начал разработку персонажа, чтобы показать как Энакин превращается из недисциплинированного падавана в «Атаке клонов» в более сдержанного рыцаря-джедая в «Мести ситхов», хотя при первой встрече с Энакином она не ладила с ним в возрасте 14 лет. Обучение падавана делает Энакина более осторожным и осмотрительным. Появление Асоки также позволило молодому Скайуокеру по-новому посмотреть на его взаимоотношения со своим наставником Оби-Ваном Кеноби. В анимационном сериале «Звёздные войны: Повстанцы» — спасает команду. Пережила Приказ 66, в результате чего скрылась, так как на место её смерти попала та самая Баррисс Оффи. В фильме «Скайуокер. Восход» голос Асоки звучал среди тех умерших джедаев, которые помогли Рей сразиться с Дартом Сидиусом, но осталось неизвестно, как Асока погибла (Дейв Фелони, создатель Асоки Тано, не подтвердил её смерть на момент событий 9-го эпизода). Во втором сезоне сериала «Мандалорец» роль взрослой Асоки сыграла Розарио Доусон.

### •Гранд-мофф Уилхуфф Таркин
Гранд-мофф Уилхуфф Таркин (Wilhuff Tarkin) — военный губернатор ряда звёздных систем Империи, автор Доктрины Террора и инициатор строительства «Звезды смерти».

### • Бустер Террик
Бустер Террик — контрабандист, воспитывал Веджа Антиллеса после смерти его родителей.

### • Миракс Террик
Миракс Террик — контрабандист, дочь Бустера Террика, подруга детства Веджа Антиллеса, жена Коррана Хорна

### • Шаак Ти
Шаак Ти — мастер-джедай, член Высшего совета джедаев и высший генерал-джедай. Шаак Ти пала от руки Дарта Вейдера во время атаки на Храм джедаев.

### • Тивокка
Тивокка — вуки, мастер-джедай, почётный член Совета джедаев, ученик Йоды, учитель Пло Куна.

### • Саэссие Тиин
Саэссие Тиин (Сэси) — мастер-джедай, член Совета джедаев.

### • Толм
Толм (Tholme) — магистр-джедай времён заката Галактической Республики, учитель Квинлана Воса и Эйлы Секуры.

### •Траун
Траун (полное имя — Митт’рау’нуруодо, Mitth’raw’nuruodo) — мужчина-чисс, гранд-адмирал, Командующий войсками Империи, считавшийся лучшим стратегом во флоте. Был убит собственным телохранителем Рукхом, узнавшим что Империя предала его народ.

### • Тулак Хорд
Тулак Хорд — чувствительный к Силе мужчина-человек, Тёмный владыка ситхов, правивший Империей ситхов примерно между 6900 и 5100 годами до битвы за Явин, когда световые мечи стали уже гораздо более распространёнными. О его жизни и правлении известно очень мало. Однако в ситских летописях сохранились отрывочные сведения о его умении управлять Тёмной стороной, а также о его необыкновенном мастерстве в обращении со световым мечом. О его мастерстве во владении мечом были высокого мнения даже джедаи, жившие через тысячи лет после смерти Хорда, считая его величайшим ситским мастером-мечником древности. Об обстоятельствах смерти Тулака Хорда ничего не известно, однако, его власть и величие были столь значительными, что ситхи, отдавая должное его мастерству и заслугам, соорудили для него величественную гробницу в Долине Тёмных Лордов, куда, согласно легенде, кроме тела самого Хорда, был положен также его ситский голокрон, содержавший его рекомендации касательно обучения искусству владения световым мечом. Известно, что при жизни Тулак Хорд, следуя ситской традиции, носил тяжёлые боевые доспехи и ситский шлем с маской, которая внушала ужас всякому кто её видел. Много тысяч лет спустя Реван в своих странствиях по Галактике побывал на Коррибане, посетив в частности и гробницу Тулака Хорда, которая к тому времени была давно уже разграблена. Обследуя её внутренние камеры, Реван обнаружил там три фокусировочных кристалла, возможно, те самые, которые Хорд использовал в своём световом мече.

## У

### • Уотто
Уотто — мужчина-тойдарианец, старьёвщик, владелец лавки на Татуине, хозяин Энакина Скайуокера и его матери Шми.

### • Теммин Снэп Уэксли
Теммин «Снэп» Уэксли (Temmin «Snap» Wexley) — пилот Новой Республики и Синей и Чёрной эскадрилий Сопротивления.

## Ф

### • Фазма
Фазма — капитан армии штурмовиков Первого Ордена.

### • Джаггед Фел
Джаггед Фел (Jagged Fel) — офицер флота Чисской империи, участник Войны с юужан-вонгами, позднее глава Осколка Империи. Племянник Веджа Антиллеса, муж Джейны Соло.

### • Боба Фетт
Боба Фетт (Boba Fett) — охотник за головами, один из лучших наёмных охотников Галактики, клон Джанго Фетта, которого считал своим отцом. Изначально был убит на Татуине Люком Скайуокером,но позже появился в сериале Мандолорец, что говорит о том, что он выжил.

### • Джанго Фетт
Джанго Фетт (Jango Fett) — воспитанник воина-мандалорца Джастера Мериела, охотник за головами (наёмник), отличный пилот и великолепный стрелок. Джанго несколько раз побеждал джедаев и именно поэтому стал основой для армии клонов.

### • Кит Фисто
Кит Фисто (Kit Fisto) — мастер-джедай в годы заката Галактической Республики. Во времена Войн клонов генерал Республиканской Армии и член Совета джедаев. Мог жить под водой. Он был знаменит своей фирменной улыбкой и необычайно близкими отношениями со своей соратницей-джедаем Эйлой Секурой, что периодически едва не выходило за рамки Кодекса джедаев. Кит и Эйла как могли старались скрывать свои чувства друг к другу. В 19 ДБЯ Кит Фисто вместе с Мейсом Винду, Агеном Коларом и Сэси Тийном пал от рук Дарта Сидиуса. Хотя он и выдержал первые несколько ударов Дарта Сидиуса, но он не смог противостоять его агрессии своим фирменным стилем Шии-Чо.

### • Финн
Финн — бывший штурмовик, перешедший на сторону Сопротивления.

### • FN-2199
FN-2199 — штурмовик Первого Ордена, верный принципам солдат, стремившийся отомстить за смерть товарища и убить предателя Финна.

## Х

### • Армитидж Хакс
Армитидж Хакс  — генерал Первого Ордена, негласно исполняющий обязанности Адмирала. Вместе с Кайло Реном (Беном Соло) и капитаном Фазмой командовал базой «Старкиллер».

### •Ротта Хатт
Ротта Хатт  —  также известный под прозвищем «Вонялка» (как назвала его Асока Тано) — хатт, гермафродит, живший во времена Войн клонов. Он был сыном Джаббы Десилиджик Тиуре, внуком Зорбы Десилиджик Тиуре, племянником Зиро, Джилиака и Пазды, а также двоюродным братом Горги, и Груббы.

### • Корран Хорн
Корран Хорн — герой серии X-Wing, бывший офицер Коррелианской Безопасности, пилот Разбойного Эскадрона, мастер-джедай, герой Новой Республики, муж Миракс Террик. Впервые появляется 6 ПБЯ (После Битвы при Явине).

### • Эмилин Холдо
Эмилин Холдо — вице-адмирал Сопротивления, старая подруга Леи Органы, познакомившаяся с последней в Имперском Сенате.

## Ч

### • Чубакка
Чубакка, он же Чуи (Chewbacca, Chewie ) — путешественник из племени вуки, механик космического корабля «Тысячелетний Сокол».

## Ш

### •Бастила Шан
Бастила Шан (Bastila Shan ) — рыцарь-джедай времен Гражданской Войны Джедаев, возлюбленная Ревана. После его падения на Тёмную сторону сумела победить Дарта Ревана и впоследствии обратить его на сторону света.

### • Шаак Ти
Шаак Ти (Shaak Ti ) — чувствительная к Силе женщина-тогрута, мастер-джедай, член Высшего Совета, принимала участие в Войнах Клонов, в частности заведовала надзором за подготовкой новых партий клонов и обороной планеты Камино. Считалась одной из лучших дуэлянтов Ордена, мастерски владела формами Макаши,Соресу и Атару. Пережила Приказ 66, более того сумела организовать эвакуацию некоторого числа рыцарей и падаванов, пока Дарт Вейдер и его 501-й легион штурмовали Храм. После того бежала с Корусанте, спрятавшись на планете Фелуция и взяв себе в ученики юную девушку из расы забраков — Марис Бруд. Обучала местных аборигенов, чувствительных к Силе, боевым искусствам и Силовым приёмам, таким образом собирая армию для борьбы с Империей. Однако её планам не суждено было сбыться поскольку во 2 ДБЯ она была убита в бою тайным учеником Дарта Вейдера — Старкиллером, перед смертью предсказав, что вскоре юному ситу-ученику предстоит на себе испытать последствия двуличности и вероломства его Хозяина. После её смерти местные аборигены и выжившая Марис Бруд довольно быстро попали под влияние Тёмной стороны, а сама планета была захвачена Империей.